# Ståthållarämbetet
Ståthållarämbetet är ett ämbete inom Kungl. Hovstaterna, den organisation som bistår statschefen och Kungafamiljen i deras officiella plikter. Ståthållarämbetet har till syfte att förvalta kungens dispositionsrätt till 11 kungliga slott samt tillhörande ägor såsom parker, trädgårdar och skogsmark. I Ståthållarämbetet ingår Kungliga Djurgårdens Förvaltning. 
Ståthållarämbetet ansvarar även för den publika verksamheten som tar emot över 1,6 miljoner besökare varje år och samordnar Hovstaternas, Statens fastighetsverks och Nationalmuseums verksamheter vid de kungliga slotten. Vid de kungliga slotten sker huvuddelen av den svenska monarkins representation. Slotten är också arbetsplatser för Kungafamiljen och Kungl. Hovstaternas personal. Till Ståthållarämbetet hör också avdelningar som ansvarar för gemensamma verksamhetsfunktioner såsom IT, telefoni, Fatburen samt säkerhet (övervakning och vaktbemanning).
Chefen för ämbetet kallas ståthållare. Ståthållarämbetets tre slottsförvaltningar leds av slottsfogdar.
För den statliga förvaltningen av de Kungliga slotten ansvarar Statens fastighetsverk..

## Svenska slott disponerade av ståthållarämbetet
- Stockholms slott
- Drottningholms slott med Drottningholms kungsgård
- Kina slott
- Haga slott
- Gustav III:s paviljong
- Ulriksdals slott
- Gripsholms slott
- Rosersbergs slott
- Strömsholms slott
- Rosendals slott
- Tullgarns slott

## Ståthållare

### Kungliga slottet
Följande personer har innehaft Ståthållarämbetet på Stockholms slott:
- 1650-tal: Johan Bengtsson Apelrot
- 1793–1794: Georg Johan De Besche
- 1784–1810: Otto Magnusson Munck, Frih.
- 1818–1832: Fredric Philip Klingspor, Frih.
- 1832–1841: Gustaf Johan Taube, Greve.
- 1841–1847: Claes Christer Horn af Åminne, Greve
- 1847–1859: Johan Herman Schützercrantz
- 1859–1889: August Fredric Skiöldebrand, Greve
- 1889–1911: Conrad Victor Ankarcrona, Greve
- 1911–1919: Carl Malcolm Lilliehöök
- 1919–1947: Adolf Murray
- 1947–1963: Torsten Friis
- 1963–1977: Sixten Wohlfahrt
- 1977–1991: Harald Smith
- 1991–1996: Wiking Sjöstrand
- 1996–2004: Björn Sprängare
- 2005–2012: Lennart Ahlgren
- 2012–2015: Gunnar Holmgren[2]
- 2015–1 april 2016: Thomas Norell (tillförordnad)
- 1 april 2016–ff: Staffan Larsson[3]

### Övriga slott[4]
- Landshövdingen i Uppsala län avseende Uppsala slott
- Landshövdingen i Östergötlands län avseende Linköpings slott
- Landshövdingen i Kalmar län avseende Kalmar slott
- Landshövdingen i Hallands län avseende Halmstads slott
- Landshövdingen i Örebro län avseende Örebro slott
- Landshövdingen i Västmanlands län avseende Västerås slott
- Landshövdingen i Gävleborgs län avseende Gävle slott